# Liste der Monuments historiques in Canéjan
Die Liste der Monuments historiques in Canéjan führt die Monuments historiques in der französischen Gemeinde Canéjan auf.

## Liste der Objekte
| Bezeichnung                                 | Beschreibung                       | Standort                     | Kennzeichnung | Schutzstatus | Datum | Bild |
| ------------------------------------------- | ---------------------------------- | ---------------------------- | ------------- | ------------ | ----- | ---- |
| Retabel                                     | Holz, 17. Jahrhundert              | in der Kirche St-Jean (Lage) | PM33000434    | Classé       | 1971  |      |
| Gemälde mit Rahmen: Johannes der Evangelist | Leinwand und Holz, 18. Jahrhundert | in der Kirche St-Jean (Lage) | PM33001257    | Inscrit      | 1975  |      |
| Porte dite veyrine (bei der Taufe genutzt)  | Stein, 14. Jahrhundert             | in der Kirche St-Jean (Lage) | PM33000432    | Classé       | 1908  |      |
| Marienretabel                               | Holz, bemalt, 18. Jahrhundert      | in der Kirche St-Jean (Lage) | PM33000433    | Classé       | 1971  |      |